# Isley Walton
Isley Walton är en by i civil parish Isley cum Langley, i distriktet North West Leicestershire, i grevskapet Leicestershire i England. Byn är belägen 11 km från Ashby-de-la-Zouch. Isley Walton var en civil parish 1866–1936 när blev den en del av Isley cum Langley. Civil parish hade 57 invånare år 1931.